# 16 Walzer, op. 39
Die 16 Walzer, op. 39, sind eine Sammlung von insgesamt 16 Walzern, die Johannes Brahms (1833–1897) für Klavier zu vier Händen 1865 fertigstellte und dem Musikkritiker Eduard Hanslick widmete.

## Hintergrund
Johannes Brahms stellte die 16 Walzer während eines Aufenthalts in Wien 1865 fertig, wenngleich ihre Entstehung bis in seine Zeit in Detmold Ende der 1850er Jahre zurückgehen dürfte. Sie sind dem Musikkritiker Eduard Hanslick gewidmet, mit dem Brahms befreundet war. 1867 erschienen die Walzer im Verlag Rieter-Biedermann.
Wegen der Beliebtheit verfasste Brahms sowohl eine einfache als auch eine schwierige Bearbeitung dieses Werkes für Klavier zweihändig. Zudem gibt es für die Walzer 1, 2, 11, 14 und 15 eine Fassung für zwei Klaviere, die aber erst nach Brahms’ Tod veröffentlicht wurde. Tonale Veränderungen gibt es bei folgenden: Die einfachere Fassung des sechsten Walzers steht in C-Dur und nicht in Cis-Dur, und die Tänze 13 (C-Dur), 14 (a-Moll), 15 (A-Dur) und 16 (d-Moll) wurden bei der schwereren Solofassung um einen Halbton nach unten transponiert.

## Form und Struktur
Formal folgen alle Walzer der Konvention der ABA-Form. In ihrer inneren Struktur hat Brahms die Walzer jedoch sehr individuell ausgearbeitet: Die Walzer Nr. 1 und 10 beispielsweise schließen am Ende des ersten A-Teils dominantisch (d. h. ohne Modulation), die Dur-Walzer Nr. 2, 5, 8, 12 und 13 sowie die Moll-Walzer Nr. 4 und 11 weichen einer Konvention entsprechend in die Tonart der Oberquinte aus (der Walzer Nr. 4 mit „picardischer“ Aufhellung des Schlussakkords). Reizvolle Ausweichungen in die iii. Stufe in Dur beenden den A-Teil der Walzer Nr. 1 und 15 (während die Ausweichung in die III. Stufe in dem Moll-Walzer Nr. 16 wiederum einer Konvention entspricht). Die Dur-Walzer Nr. 6 und 14 zeigen eine ungewöhnliche Ausweichung am Ende des A-Teils in die vi. Stufe, ebenso wie der Moll-Walzer Nr. 3, der am Ende des A-Teils in die vii. Stufe, und der Dur-Walzer Nr. 9, der an dieser formalen Position in die IV. Stufe ausweicht. Weitere Besonderheiten sind eine Subdominant-Reprise im Walzer Nr. 1 (ein kompositorisches Konzept, das sich an prominenter Stelle im Kopfsatz der Sonate „facile“ KV 545 von W. A. Mozart findet) sowie einige entfernte und reizvolle Ausweichungen im Verlauf der kleinen Walzer-Kompositionen (z. B. in den Walzern Nr. 6, 8, 9, 12 u. a.).